# Sarah Lind
Sarah Lind (n. 22 iulie 1982, Regina, Saskatchewan, Canada) este o actriță canadiană. Este cel mai cunoscută pentru rolurile sale din serialele TV Mentors, Edgemont și True Justice. 

## Filmografie

### Film
| An   | Titlu                                                      | Rol                  | Note                                  |
| ---- | ---------------------------------------------------------- | -------------------- | ------------------------------------- |
| 2002 | Punch                                                      | Liz                  |                                       |
| 2003 | A Problem with Fear                                        | Nerd Girl            |                                       |
| 2005 | A Simple Curve                                             | Erika                |                                       |
| 2005 | Fetching Cody                                              | Cody                 |                                       |
| 2005 | Severed                                                    | Rita                 | alt nume: Severed: Forest of the Dead |
| 2007 | The Assassination of Jesse James by the Coward Robert Ford | Bob's Girlfriend     |                                       |
| 2008 | Boot Camp                                                  | Girl                 |                                       |
| 2008 | Mothers & Daughters                                        | Store Clerk          |                                       |
| 2008 | Personal Effects                                           | Annie                |                                       |
| 2009 | What Goes Up                                               | Peggy Popoladopolous |                                       |
| 2009 | A Gun to the Head                                          | Audrey               |                                       |
| 2010 | A Night for Dying Tigers                                   | Amanda               |                                       |
| 2012 | In No Particular Order                                     | Ally                 |                                       |
| 2014 | WolfCop                                                    | Jessica              |                                       |
| 2015 | Blackburn                                                  | Jade                 |                                       |
| 2015 | The Exorcism of Molly Hartley                              | Molly Hartley        | Film direct-pe-video                  |
| 2018 | The Humanity Bureau                                        | Rachel Weller        |                                       |
| 2019 | Cold Blood                                                 | Melody               | alt titlu: Cold Blood Legacy          |
| 2022 | A Wounded Fawn                                             | Meredith Tanning     |                                       |

### Televiziune
| An        | Titlu                                                 | Rol                        | Note                                    |
| --------- | ----------------------------------------------------- | -------------------------- | --------------------------------------- |
| 1997      | The Lost Daughter                                     | Young Laurie 14 years      | Film de televiziune                     |
| 1998      | Honey, I Shrunk the Kids: The TV Show                 | Teen Mrs. McGann           | Episodul: "Honey, We're Young at Heart" |
| 1998–2000 | Mentors                                               | Dee Sampson                | Rol principal (sezoanele 1–2)           |
| 1999      | First Wave                                            | Dawn                       | Episodul: "Playland"                    |
| 2000      | Incredible Story Studios                              | Story Actor                | Episodul: "The Grass Is Always Greener" |
| 2001–2005 | Edgemont                                              | Jen MacMahon               | Rol principal                           |
| 2001      | Wolf Lake                                             | Sarah Hollander            | Episodul: "The Changing"                |
| 2002      | The Dead Zone                                         | Tammy Moe                  | Episodul: "Enemy Mind"                  |
| 2003      | Dead Like Me                                          | Stephanie                  | Episodul: "The Bicycle Thief"           |
| 2004      | Human Cargo                                           | Edith                      | Miniserial TV                           |
| 2005      | Five Days to Midnight                                 | Art Major                  | Miniserie TV                            |
| 2005      | Selling Innocence                                     | Mia Sampson                | Film TV                                 |
| 2006      | Smallville                                            | Deputy Harris              | Episodul: "Lockdown"                    |
| 2006      | Blade: The Series                                     | Isabella Van Sciver        | Episodul: "Angels & Demons"             |
| 2008      | Psych                                                 | Ada                        | Episodul: "Rob-a-Bye Baby"              |
| 2008      | Reaper                                                | Madame Ozera / Noreen      | Episodul: "Cancun"                      |
| 2010–2012 | True Justice                                          | Detective Sarah Montgomery | Rol principal                           |
| 2012      | Arctic Air                                            | Trudy                      | Episodul: "Northern Lights"             |
| 2015      | Mythos                                                | Fairy Queen                | Serial web; episodul: "Danse Macabre"   |
| 2015      | Fargo                                                 | Marie                      | Episodul: "Loplop"                      |
| 2016      | Hidden Truth                                          | Jamie                      | Film TV                                 |
| 2018      | Taken                                                 | Nancy Clarke               | Episodul: "OPSEC"                       |
| 2018      | Shattered Memories                                    | Joanna                     | Film TV; alt nume Last Night            |
| 2019      | Fatal Friend Request                                  | Taryn                      | Film TV; alt nume Recipe for Danger     |
| 2020      | A Beautiful Place to Die: A Martha's Vineyard Mystery | Zee                        | Film TV                                 |
| 2020      | Riddled with Deceit: A Martha's Vineyard Mystery      | Zee                        | Film TV                                 |
| 2021      | Ships in the Night: A Martha's Vineyard Mystery       | Zee                        | Film TV                                 |
| 2021      | Poisoned in Paradise: A Martha's Vineyard Mystery     | Zee                        | Film TV                                 |
| 2021      | The Great Christmas Switch                            | Kaelynn / Sophia           | Film TV                                 |